# IC 2186
IC 2186 = IC 2188 ist eine Galaxie vom Hubble-Typ S im Sternbild Zwillinge auf der Ekliptik. Sie ist schätzungsweise 377 Millionen Lichtjahre von der Milchstraße entfernt.
Das Objekt wurde am 11. Februar 1896 vom französischen Astronomen Stéphane Javelle entdeckt.